# Покровский, Александр Александрович (художник)
Алекса́ндр Алекса́ндрович Покро́вский (23 февраля 1957, д. Ураково — 9 ноября 2024) — советский и российский художник, действительный член Российской Академии художеств (2012), Заслуженный художник Российской Федерации (2001), ректор Красноярского государственного художественного института (1996—2015), профессор.

## Биография
Родился 23 февраля 1957 года в деревне Ураково Мариинско-Посадского района Чувашской АССР.
- 1972—1976 — учёба в Чебоксарском художественном училище.
- 1980—1986 — учёба в Ленинградском институте живописи, скульптуры и архитектуры имени И. Е. Репина.
- 1988—1992 — работал в Творческих мастерских Российской Академии художеств в г. Красноярске, мастерская живописи, профессора, академика А. П. Левитина.
- 1989 — заведующий кафедрой «Живопись» Красноярского государственного художественного института (с 1992 — доцент, с 1993 — член Союза художников России, с 1999 — профессор).
- 1995 — участник седьмой творческой экспедиции в Индию, организованной Российско-Индийским клубом искусств имени Рерихов.
- 1996—2015 — ректор Красноярского государственного художественного института (КГХИ)[1].
- 2015—2018 — проректор по учебно-методической и воспитательной работе КГХИ[1].
- с 2017 года — профессор кафедры «Живопись» КГИИ.

Организатор международных художественных пленэров, постоянный участник международных и персональных художественных выставок всех уровней (более тридцати выставок различного уровня).
Умер 9 ноября 2024 года в возрасте 67 лет.

## Участие в профессиональных сообществах
- действительный член Российской Академии художеств (2012; член-корреспондент с 2001)[1]
- Действительный член Петровской академии наук и искусств[1].

## Награды и премии
- Заслуженный художник Российской Федерации (2001)
- действительный член Петровской академии наук и искусств (1998)
- серебряная медаль Российской Академии художеств за портрет «Наташа», триптих «Енисей и его люди» (1999)
- Диплом и II премия Губернатора Красноярского края по итогам конкурса на лучшее произведение к 50-летию Победы в Великой Отечественной войне (1995)
- Диплом Петровской академии наук и искусств (1999)